# Filtrát
Filtrát je přefiltrovaná látka (plyn či kapalina). 
Při filtraci projdou částice jedné složky směsi filtrem, zatímco částice složky druhé se ve filtru zachytí. Právě částice složky, které filtr propustí, se nazývají filtrát.